# Додичи Анђели (Беневенто)
Додичи Анђели је насеље у Италији у округу Беневенто, региону Кампанија.
Према процени из 2011. у насељу је живело 261 становника. Насеље се налази на надморској висини од 229 м.